# Згожелешки окръг
Згожелешки окръг (на полски: Powiat zgorzelecki) е окръг в Югозападна Полша, Долносилезко войводство. Заема площ от 838,64 км2. Административен център е град Згожелец.

## География
Окръгът се намира в историческата област Горна Лужица. Разположен е в западната част на войводството.

## Население
Населението на окръга възлиза на 94 205 души (2012 г.). Гъстотата е 112 души/км2.

## Административно деление
Административно окръгът е разделен на 7 общини.
Градски общини:
- Завидов
- Згожелец

Градско-селски общини:
- Община Богатиня
- Община Венглинец
- Община Пенск

Селски общини:
- Община Згожелец
- Община Суликов

## Фотогалерия
- Богатиня
- Завидов
- Згожелец
- Пенск
- Венглинец